# Glucosuria
Se llama glucosuria a la presencia de glucosa en la orina a niveles elevados. La glucosa se reabsorbe en su totalidad a nivel de las nefronas, las unidades funcionales del riñón donde se produce la depuración de la sangre. La glucosuria renal es la consecuencia de un defecto hereditario de reabsorción de glucosa en el túbulo renal, y viene definida por los siguientes criterios: glucosuria constante, glucemia normal, utilización normal de hidratos de carbono y ausencia de otras anomalías tubulares.

## Fisiopatología
Es la consecuencia de un defecto hereditario, autosómico dominante, de reabsorción de glucosa en el túbulo renal. El defecto tubular fundamental se sitúa en una proteína transportadora ("carrier") de glucosa, específica del riñón, y que permite el paso de la misma, unida al ion sodio, a través de la membrana luminal del túbulo proximal. Un gen candidato es el que codifica el cotransportador denominado SGLT-2.

## Cuadro clínico
Se trata de un proceso benigno, ya que los pacientes permanecen asintomáticos, con la rara excepción de mala tolerancia al ayuno o poliuria-polidipsia como consecuencia de la diuresis osmótica.

## Diagnóstico
La diferenciación entre la glucosuria renal y la diabetes mellitus es esencial para evitar peligrosos errores terapéuticos. Hay que descartar también otras meliturias (pentosuria, galactosuria, etc.) o la glucosuria presente durante el embarazo.

### Glucosuria sin hiperglucemia
Causas conocidas de glucosuria con glucosa en sangre normal:
- Falso positivo: en la orina no hay glucosa pero sí otras sustancias que reaccionan como si fueran glucosa, por ej. fármacos como: antibióticos (cefalosporinas, penicilinas), levodopa, salicilatos y ácido nalidíxico.
- Embarazo.
- Glucosuria renal primaria.
- Acidosis tubular renal.
- Síndrome de Fanconi primario o secundario a otras patologías.
- Hiperaldosteronismo.
- Pancreatitis aguda o cáncer de páncreas.

## Tratamiento
Se recomienda bajar el consumo de carbohidratos, ya que están directamente relacionados con la subida de glucosa en sangre en personas con diabetes tipo1 y tipo 2   o pre diabetes con resistencia a la insulina causada en este último caso por el excesivo consumo de carbohidratos, los cuales el cuerpo los transforma en glucosa pura.
El riñón a partir de unos 140mg/dl empieza a no poder filtrar la glucosa por lo que son expulsados en la orina,causando a la larga daño renal.